# Benlloc
Benlloc là một đô thị trong tỉnh Castellón, Cộng đồng Valencia, Tây Ban Nha. Đô thị Benlloch có diện tích km², dân số theo điều tra năm 2010 của Viện thống kê quốc gia Tây Ban Nha là người. Đô thị Benlloch nằm ở khu vực có độ cao mét trên mực nước biển.